# Каменка (Брестская область)
Ка́менка (бел. Каменка) — деревня в Кобринском районе Брестской области Беларуси. Входит в состав Буховичского сельсовета.
По данным на 1 января 2016 года население составило 42 человека в 28 домохозяйствах.

## География
Деревня расположена в 21 км к северо-западу от города и станции Кобрин, 13 км к востоку от станции Тевли и в 65 км к востоку от Бреста.
На 2012 год площадь населённого пункта составила 0,59 км² (59 га).

## История
Населённый пункт известен с 1563 года как село Каменное. В разное время население составляло:
- 1999 год: 48 хозяйств, 76 человек;
- 2005 год: 41 хозяйство, 66 человек;
- 2009 год: 54 человека;
- 2016 год[1]: 28 хозяйств, 42 человека;
- 2019 год[4]: 41 человек.